# Реакції заміщення

Приклад реакції заміщення

Реа́кції замі́щення — хімічні реакції, що полягають у заміні в молекулі одного чи більше атомів (або груп) на інші. Такі реакції можуть відбуватись за гетеролітичним або гомолітичними механізмами.
Процеси заміщення мають відповідні назви, які включають:
- назву вхідної групи;
- склад «-де-»;
- назву відхідної групи;
- суфікс «-ування» (англ. -ation) або «-заміщення» (англ. -substitution).

Наприклад, сульфодехлорування (англ. sulfodechlorination).
Уведення або заміщення Гідрогену: гідроген у випадку природного ізотопного складу називається «гідро», за винятком, коли відхідна група є гідроген у назвах перетворень у мовленні/письмі. Коли ж потрібно розрізнити ізотопи водню, то називають:
1Н — протіо, 2Н — дейтеріо, 3Н — тритіо. У мовленні/письмі гідроген, як вхідна або відхідна група, в назві може пропускатись.
Відхідні групи називаються так, як вони є в субстраті, а вхідні — як у продукті.
Іпсо-заміщення — заміщення в ароматичному й гетероароматичному рядах будь-якого замісника, окрім атома H, на інший, у т. ч. на атом H, що може протікати за різними механізмами (нуклеофільним, електрофільним, радикальним, деінтермедіатами є, відповідно, аніонні, катіонні, радикальні σ-комплекси), i відбувається через іпсо-атаку, тобто шляхом приєднання вхідної групи до заміщуваного положення, звідки цей замісник (відмінний від атома H) витісняється, але іноді може мігрувати в наступній стадії в інше положення.